# Мал-хатун
Мал-хатун, Малхун-хатун, Камеріє (перс. مال خاتون‎;  осман. مال خاتون‎;  тур. Mal Hatun; пом. після 1324) — дружина засновника Османської імперії Османа I, мати султана Османської імперії Орхана І.  Героїня легенди про «Сни Османа».

## Життєпис
Точна дата народження Мал-хатун невідома. Відомо, що вона була дружиною Османа I і вважається, що була матір'ю Орхана. Єдиними достовірними джерелами сім'ї Османа є вакуфні документи (дарувальні). Так, у написаній перською мовою дарчій Орхана 1324 року дервішському монастирю серед 15 свідків, членів сім'ї, вказані чотири жінки, одна з яких Мал-хатун, дочка Омер-бея. Хто цей Омер-бей, невідомо. На думку історика Леслі Пірс, титул бей, який використовується щодо батька Мал-хатун, показує, що він мав високий статус. Можливо, це був епонім-правитель бейліка Амурій (Умури), якого візантійський хроніст Пахімер згадував як союзника Османа у Бафейській битві. Дата смерті Мал-хатун невідома, вона похована поруч із чоловіком у Бурсі.

## Версія походження
Сучасника Османа Газі, засновника бейліка Хамідідів звали Сейф ед-Дін Хамід-бей б. Абу'л-Касім б. Алі аль-Тусі, батьком якого був сельджукський візир Абу'л-Касім аль-Тусі. У труні шейха Едебалі похований Молла Хаттаб б. Абу'л-Касім. Турецький історик Тургут Ведат висунув припущення, що Молла Хаттаб та Хамід-бей – брати.  За цим припущенням Омер - справжнє ім'я Молли Хаттаба, і два тестя Османа поховані в одному місці.  Можливо, братом Абу'л-Касіма був Баба Ільяс, і саме на честь дядька Хамід-бей назвав сина Ільяса. У такому разі й батько Малхун був племінником Баби Ільяса.

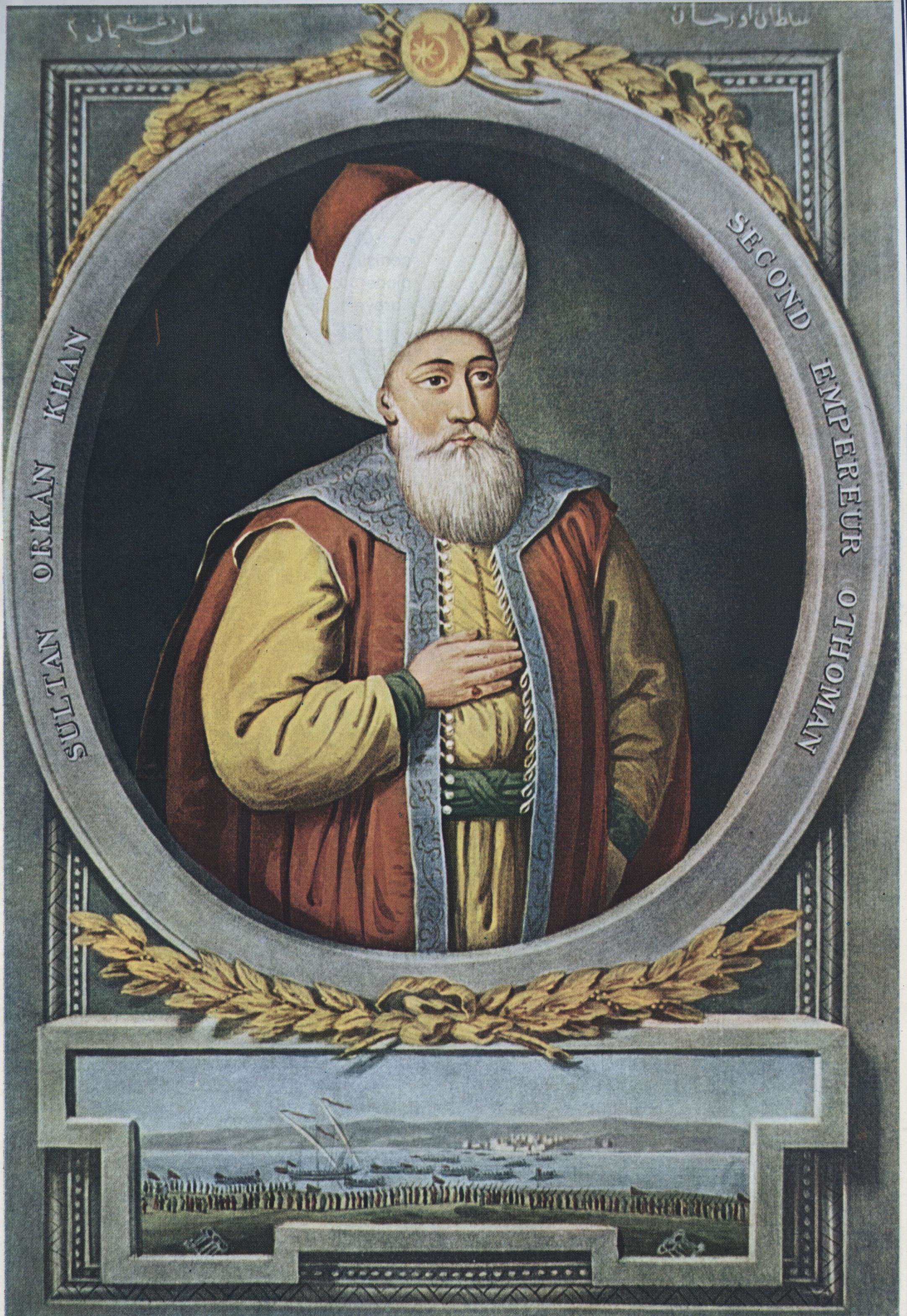
Орхан Газі, син Мал-хатун

## «Сни Османа»
Довгий час Мал-хатун вважалася дочкою Шейха Едебалі. Османські історики називали дочку Едебалі по-різному, наприклад, Орудж-бей називав дочку Едебалі Рабіа, тоді як Нешрі — Мал-хатун, Дервіш Ахмет — Малхун. Малхун є центральним персонажем легенди про «Сни Османа», що розповідає про велику любов Османа до дочки шейха і довгу боротьбу за її руку і серце.  Історія залицяння до прекрасної Малхун-хатун і підкорення її серця — улюблена тема османських авторів, які надавали великого значення легенді про засновника їхньої імперії. В "Османській мрії" образ Малхун складений на основі біографії двох історичних персон: реальної матері майбутнього султана Орхана та дочки шейха Едебалі. Завдяки такому злиттю османські правителі ставали нащадками та духовними спадкоємцями праведника Едебалі.
Легенда про «Сни Османа» вперше була розказана Дервішем Ахметом через 150 років після смерті Османа. Він користувався хронікою Яхші Факиха, яка називалася «Описи подвигів османського дому до Йилдирим-хана».  Оригінал цієї хроніки не зберігся, проте вона майже дослівно увійшла до праці пізніших турецьких літописців.  Сам же Яхші Факих жив наприкінці XIV століття, його батько був імамом за султана Орхана, тобто сам Факих не був ані свідком, ані сучасником молодості Османа.
Згідно з легендою, Осман хотів одружитися з дочкою Едебалі, прекрасною Малхун-хатун, але шейх не давав згоди. Якось, коли Осман ночував у домі праведника, йому наснилося: «Він побачив, як із грудей святого зійшов місяць і опустився на його власні груди.  Потім, з його пупка, виросло дерево, і тінь його накрила весь світ.  Під тінню цієї були гори, а від підніжжя кожної гори текли річки. Деякі люди пили з цих проточних вод, інші зрошували сади, інші відводили канали. Прокинувшись, Осман переказав свій сон праведникові, і той мовив: „Османе, сину мій, вітаю, бо Бог дарував верховну владу тобі та твоїм нащадкам, а дочка моя Малхун стане твоєю дружиною“».